# Guido von Montfort († 1254)
Guido von Montfort (französisch: Guy de Montfort; † 1254) war ein französischer Adliger und Kreuzritter aus dem Haus Montfort-l’Amaury. Er war ein jüngerer Sohn des Guido von Montfort († 1228) aus dessen zweiter Ehe mit Briende de Beynes.
Vom Erbe seines Vaters hatte Guido die Herrschaft von Lombers (Dép. Tarn) erhalten, die im Zuge des Albigenserkreuzzugs unter der Führung seines Onkels Simon de Montfort erobert worden war. Guido nahm am sechsten Kreuzzug (1248–1254) unter der Führung König Ludwigs IX. (Saint Louis) teil, bei dem er spätestens 1254 verstarb. Lombers wurde von einem Onkel mütterlicherseits übernommen.

## Quelle
- Histoire générale de Languedoc 6, hrsg. von Alexandre Du Mège und Jean-Baptiste Paya (1843), Liv. XXVI, Cap. XXII, S. 95

| Personendaten    | Personendaten                 |
| ---------------- | ----------------------------- |
| NAME             | Guido von Montfort            |
| ALTERNATIVNAMEN  | Guy de Montfort               |
| KURZBESCHREIBUNG | Herr von Lombers, Kreuzfahrer |
| GEBURTSDATUM     | 13. Jahrhundert               |
| STERBEDATUM      | 1254                          |